# لوکا زوریچ
لوکا زوریچ (انگلیسی: Luka Žorić؛ زادهٔ ۵ نوامبر ۱۹۸۴) یک بازیکن بسکتبال اهل کرواسی است.